# Hubert Baumgartner
Hubert „Hubsi“ Baumgartner (* 25. Februar 1955 in Wolfsberg, Kärnten) ist ein ehemaliger österreichischer Fußball-Nationalspieler und späterer Fußballtrainer. Der Tormann wurde mit der Wiener Austria drei Mal österreichischer Meister und erreichte 1978 das Finale im Europacup der Cupsieger.

## Karriere
Hubert Baumgartner begann seine Karriere beim SV Bad St. Leonhard, einem Klub im Kärntner Lavanttal, von wo er 1973 zum Erstligisten Donawitzer SV Alpine kam. Bereits ein Jahr später spielte er in Wien bei der Austria. Mit den Veilchen konnte er bald die Vormachtstellung der SSW Innsbruck durchbrechen und 1976, 1978 und 1979 drei Mal österreichischer Meister in vier Jahren werden. Insbesondere international setzte er sich mit dem Klub in Szene: 1977/78 gelang der Einzug in das Finale des Europacups der Cupsieger, wobei Hubert Baumgartner als „Elfmeterkiller“ zum Aufstiegshelden wurde. So hielt er im Elfmeterschießen im Viertelfinale am 15. März gegen Hajduk Split – nach einem Heim-1:1 und nun auch 1:1 in Split – nicht nur zwei Penaltys (einen weiteren schoss Hajduk an die Stange), auch bereits während des Spiels hatte er bei 1:0 für die Gastgeber einen Foulelfmeter in der 42. Minute zur Ecke abgewehrt (die Wiener gewannen die Strafstoßserie mit 3:0). Auch im Halbfinale gegen Dynamo Moskau kam es, nach einer 1:2-Auswärtsniederlage, beim Rückspiel im Praterstadion in Wien am 12. April zu einem Elfmeterschießen, und auch hier parierte er – in der letzten Schuss-Serie bei 4:4 – den entscheidenden Elfmeter von Alexander Bubnow, worauf Alberto Martínez das 5:4 erzielte. Im Endspiel am 3. Mai 1978 musste man sich allerdings dann im Parc des Princes (Prinzenpark-Stadion) in Paris dem RSC Anderlecht mit 0:4 geschlagen geben.

Nach einem Verhandlungspoker blieb Baumgartner, der eine Altersversorgung, eine Freigabegarantie und die Auszahlung der Prämien auf Nettobasis gefordert hatte, doch bei den Violetten.
Der nächste internationale Höhepunkt folgte bereits ein Jahr später. Im Europapokal der Landesmeister 1978/79 stieß die Austria bis ins Halbfinale vor, wo man nur knapp an Malmö FF scheiterte. In seiner erfolgreichen Austria-Zeit wurde Hubert Baumgartner insgesamt 25 Mal in den Kader der österreichischen Nationalmannschaft einberufen und begleitete das Team auch zur Fußball-Weltmeisterschaft 1978 nach Argentinien. Doch letztlich kam er nur einmal zu einem Länderspieleinsatz, am 15. Februar 1978 beim 1:1 im Nea Filadelfia Stadion in Athen gegen Griechenland. Die damalige Nummer eins in Österreich hieß Friedl Koncilia (SSW Innsbruck), der 1979 auch Baumgartner bei der Austria nachfolgte, als dieser ein Angebot von Recreativo Huelva annahm.
Hubert Baumgartner spielte bis 1983 beim ältesten spanischen Fußballverein und lernte in seiner Zeit in Andalusien auch seine spätere Frau kennen. Anschließend folgte die Rückkehr in die österreichische Bundesliga, wo er noch sechs Saisonen lang für den FC Admira/Wacker im Tor stand. 1988 ging Hubert Baumgartner zum niederösterreichischen Konkurrenten VSE St. Pölten, mit der er aus der Zweiten Division aufsteigen konnte, sich aber daraufhin in einem Meisterschaftsspiel bei einem Zusammenstoß mit Christian Keglevits so schwer verletzte, dass er seine Karriere beenden musste.
Es folgte ein fliegender Wechsel auf den Trainersessel der St. Pöltner, zunächst als Co-Trainer und ab 1990 bis 1993 als Cheftrainer. Rapid (1993/94), wieder VSE St. Pölten (1995–1996) und FC Linz (1997) hießen die weiteren Stationen. 2006 nahm er den Posten als Generalmanager der Admira an, konnte mit der Mannschaft den Klassenerhalt jedoch nicht erreichen und stieg in die Erste Liga ab, wo er im März 2007 entlassen wurde.

## Erfolge
- 1 × Finale im Europacup der Cupsieger: 1978
- 1 × Halbfinale im Europacup der Landesmeister: 1979
- 3 × Österreichischer Meister: 1976, 1978, 1979
- 1 × Österreichischer Cupsieger: 1977
- 1 Spiel für die österreichische Fußballnationalmannschaft 1978